# Религијски национализам
Религијски национализам, односно верски национализам представља посебан облик национализма са наглашеном религијском, односно верском компонентом. Једно од основних обележја религијског национализма огледа се у настојању да се сопственој нацији посредством религије прибави својство "изабраног народа" који ужива посебну милост, благослов или заштиту, добијену од одређеног божанства.
Религијски национализам може бити панетнички или етнички. У панетничким варијантама религијског национализма инсистира се на религијској припадности као кључном (конститутивном) чиниоцу нације, без придавања посебног значаја етничком пореклу. На другој страни, у етничким варијантама религијског национализма наглашава се не само религијска, већ и етничка припадност, тако да се тај облик религијског национализма означава и као етнорелигијски национализам.

## Историја
Током историје, религијски национализам се јављао у разним облицима, који се условно могу поделити на умерене и екстремистичке. Умерени облици религијског национализма се огледају у тежњи ка неговању традиционалних религијских вредности неког друштва, под видом очувања специфичне културно-историјске баштине, али без негирања и сузбијања другачијих традиција. Пример за такав облик религијског национализма представља посебан положај који се у Уједињеном Краљевству признаје Англиканској цркви као државној, односно националној цркви, али без опоравања других верских традиција у тој земљи. Сличан положај има и Православна црква у Грчкој. На другој страни, религијски национализам се током историје често појављивао и у својим екстреминим облицима, што је у појединим срединама доводило до настанка клеронационализма, па чак и клерофашизмма, као што је био случај у Хрватској за време Другог светског рата.

## Клеронационализам
Посебан облик религијског национализма са наглашеном клерикалном компонентом, назива се клерикални национализам или клеронационализам. Клеронационализам не треба мешати са клерофашизмом, који представља религијску подврсту фашизма.

## Вди још
- Национализам
- Етнички национализам
- Светосавски национализам
- Небеска Србија
- Политикологија религије
- Клерикализам
- Клерофашизам
- Црногорославље